# Kronobergsstationen

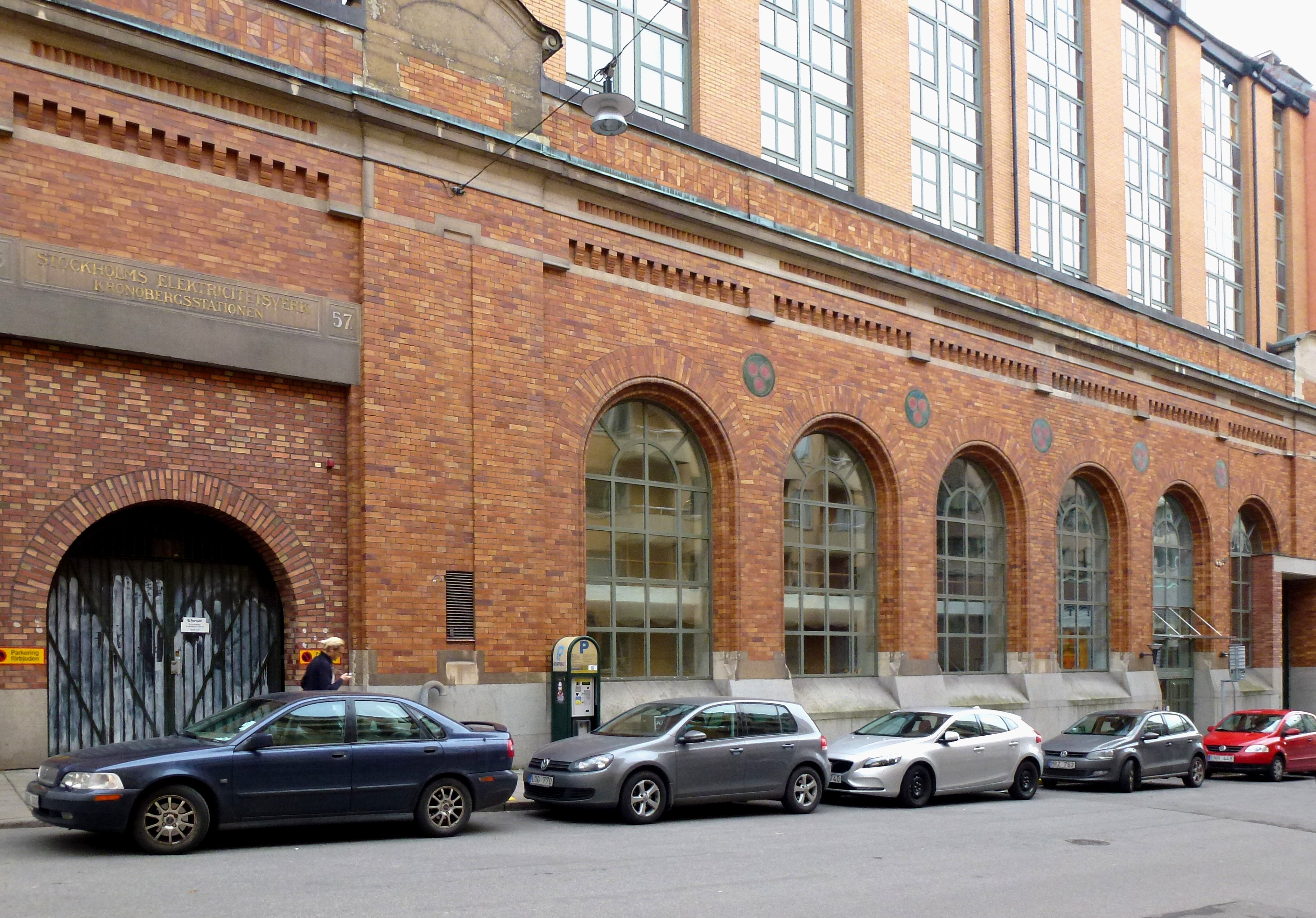
Fasaden mot Sankt Göransgatan, 2012.

Kronobergsstationen var ursprungligen en omformarstation för Stockholms elektricitetsverk. Stationen låg på Kungsholmen i Stockholm och togs i drift 1903. Arkitekt för byggnaden var Ferdinand Boberg. Ellevio driver idag en modern fördelningsstation på platsen, efter Bobergs byggnad finns enbart fasaden mot Sankt Göransgatan kvar.

## Bakgrund
När Värtaelverket invigdes 1903 blev Kronobergsstationen vid Sankt Göransgatan 55-57 en av flera understationer där den i Värtaverket producerade växelströmmen omvandlades till likström, som var den vanliga distributionsformen vid denna tid. Kronobergsstationen skulle försörja Kungsholmen med elkraft. Liknande stationer fanns på Norrmalm (Tulestationen), på Södermalm (Katarinastationen) och på Södra Djurgården låg Djurgårdsstationen. För att minimera ledningsförluster låg understationerna alltid nära förbrukarna.

## Kronobergsstationen
Den i rött tegel uppförda enplansbyggnaden dominerades av den stora maskinhallen. Hallens väggar var kakelsatta med vitt kakel. Där stod trefasmotorer och likströmsgeneratorer av schweizisk tillverkning som omformade 6 kilovolt växelström till 2x220 volt likström. Bobergs arkitektur påminner om Katarinastationens gestaltning med höga välvda fönster och fasadmotiv som symboliserar tvärsnittet genom en trefaskabel. Fasaden accentuerades genom mönstermurning och listverk av sandsten. På 1940-talet kompletterades anläggningen med en likriktarstation som hade ritads av elverkets arkitekt Gustaf de Frumerie.
I november 1984 ansökte dåvarande ägare till stationen, Stockholm Energi om att riva den och låta uppföra en ny fördelningsstation samt bostäder och kontor. Stockholms stadsbyggnadskontor krävde att bevara den “Bobergska” fasaden från 1903, som hade blivit q-märkt av Stockholms stadsmuseum. Kravet tillgodosågs när kvarteret nybebyggdes 1989—1990.

## Historiska bilder

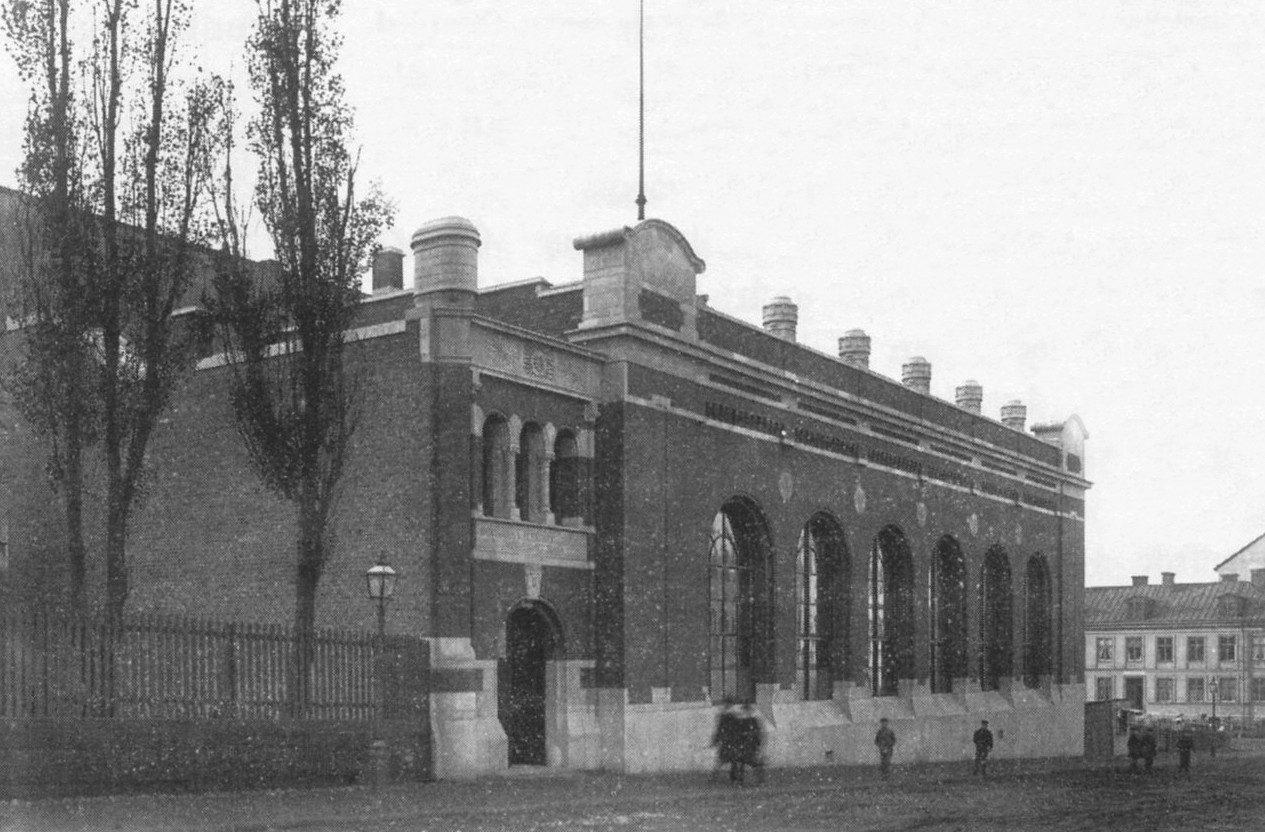
Kronobergsstationen 1903
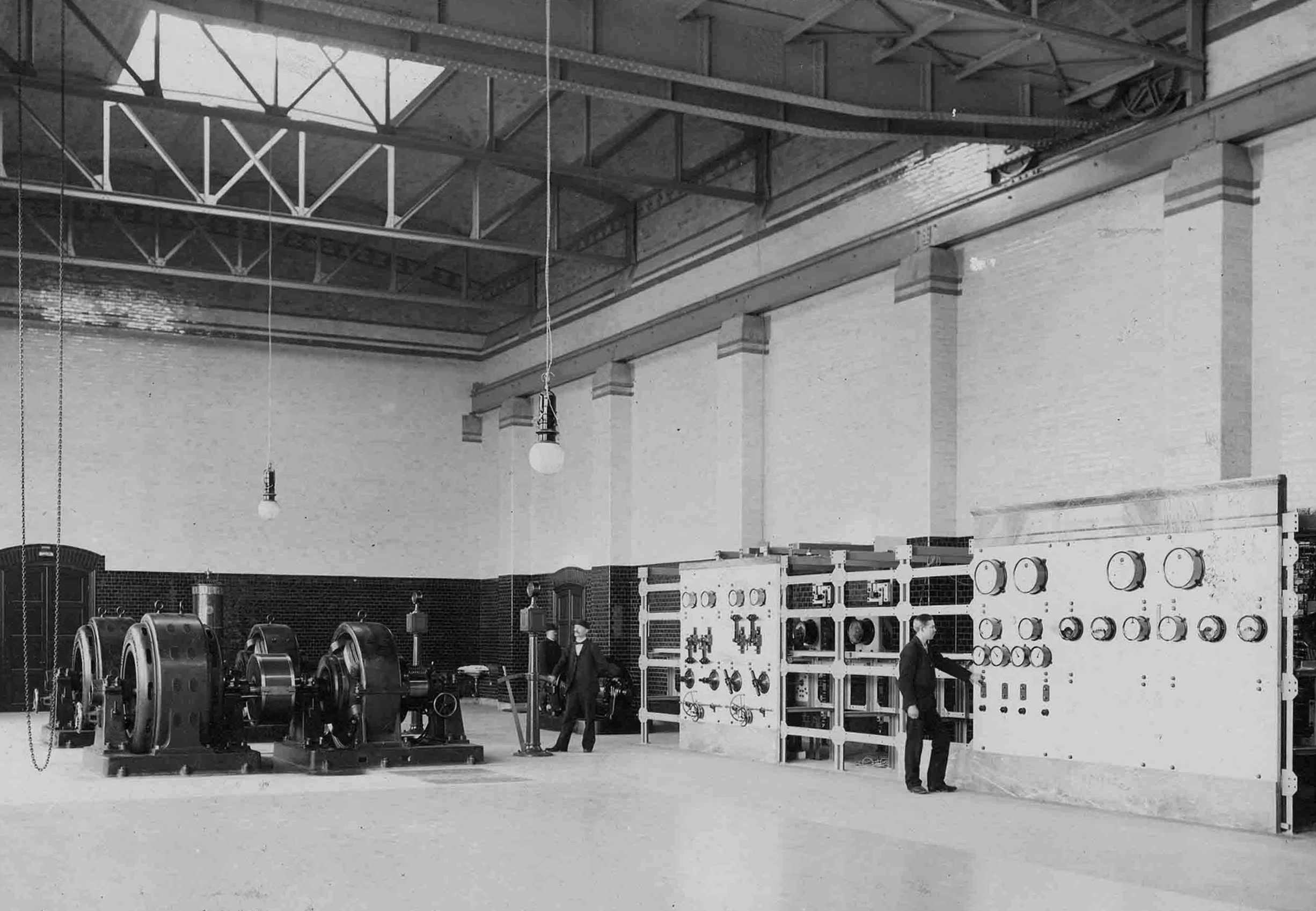
Maskinhallen omkring 1905
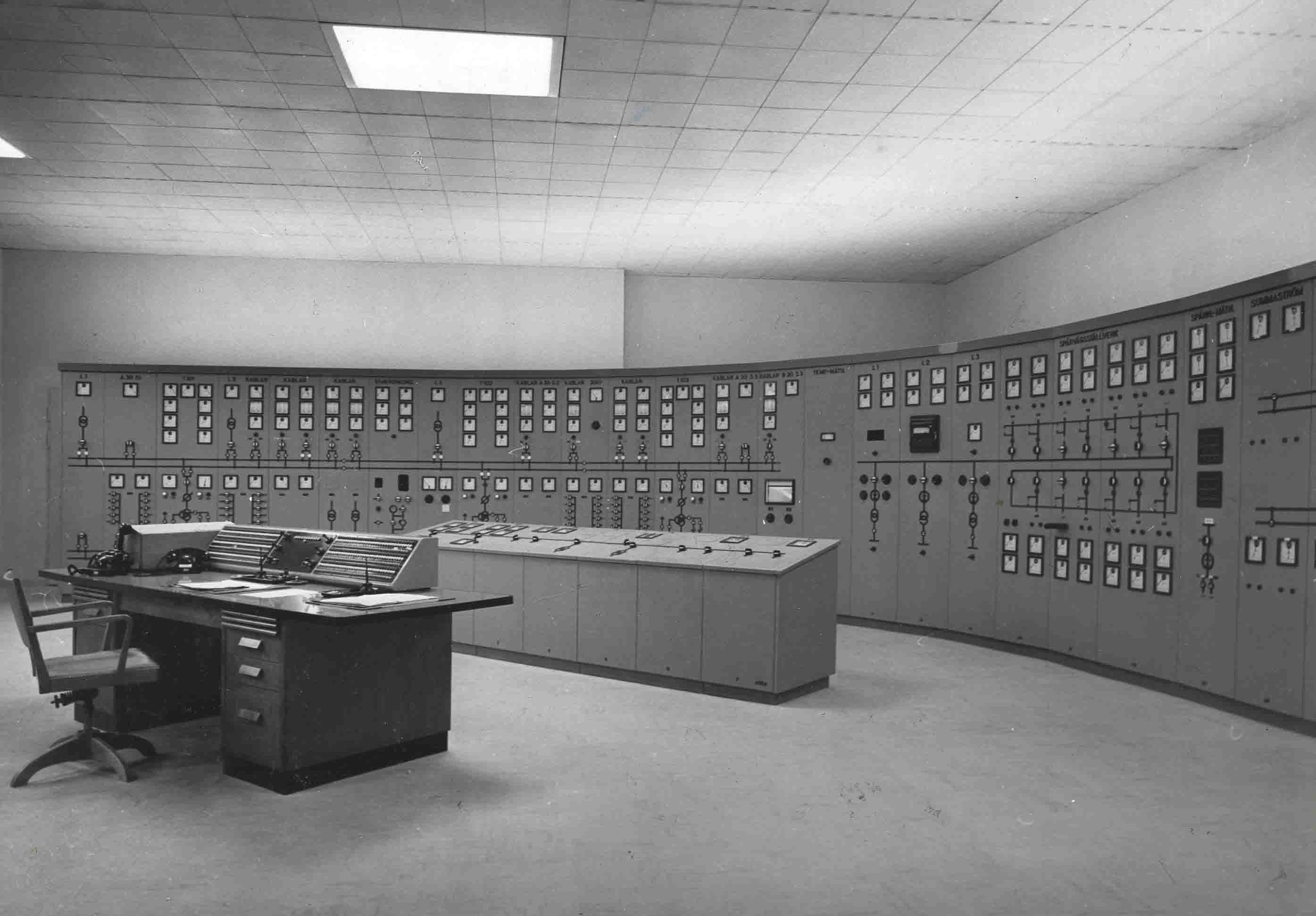
Kontrollrummet 1958

## Nutida bilder, fasaddetaljer

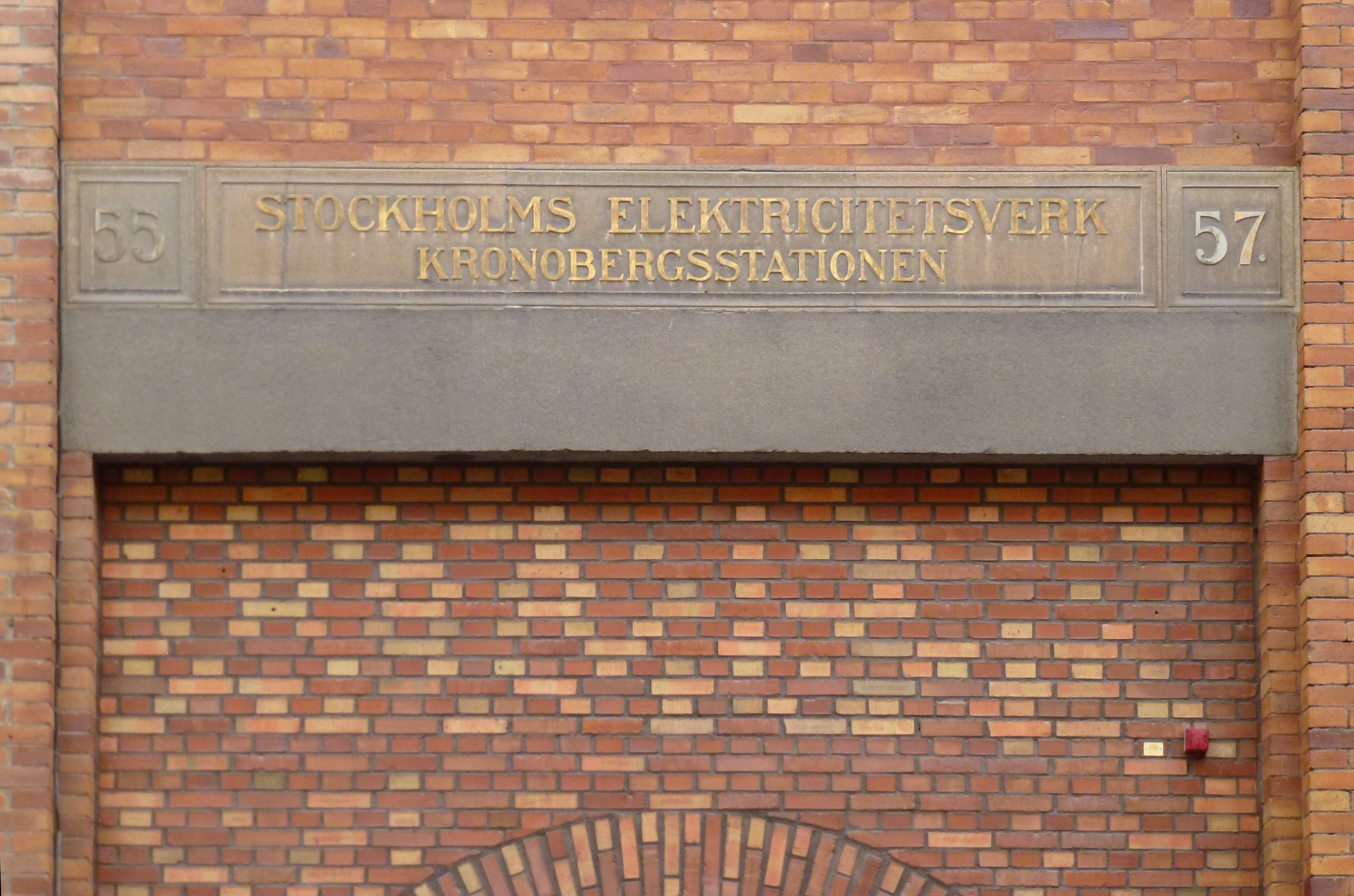
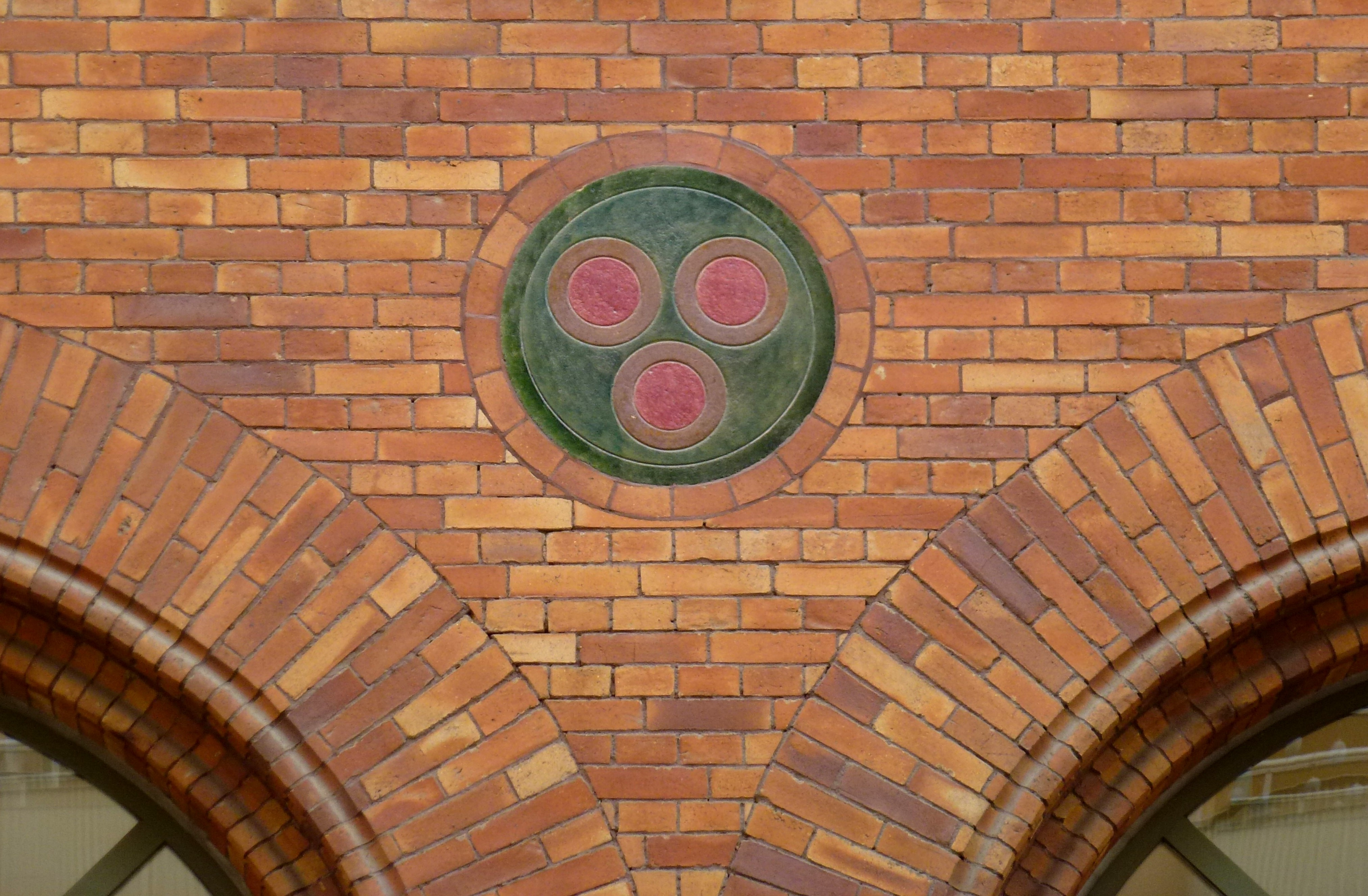
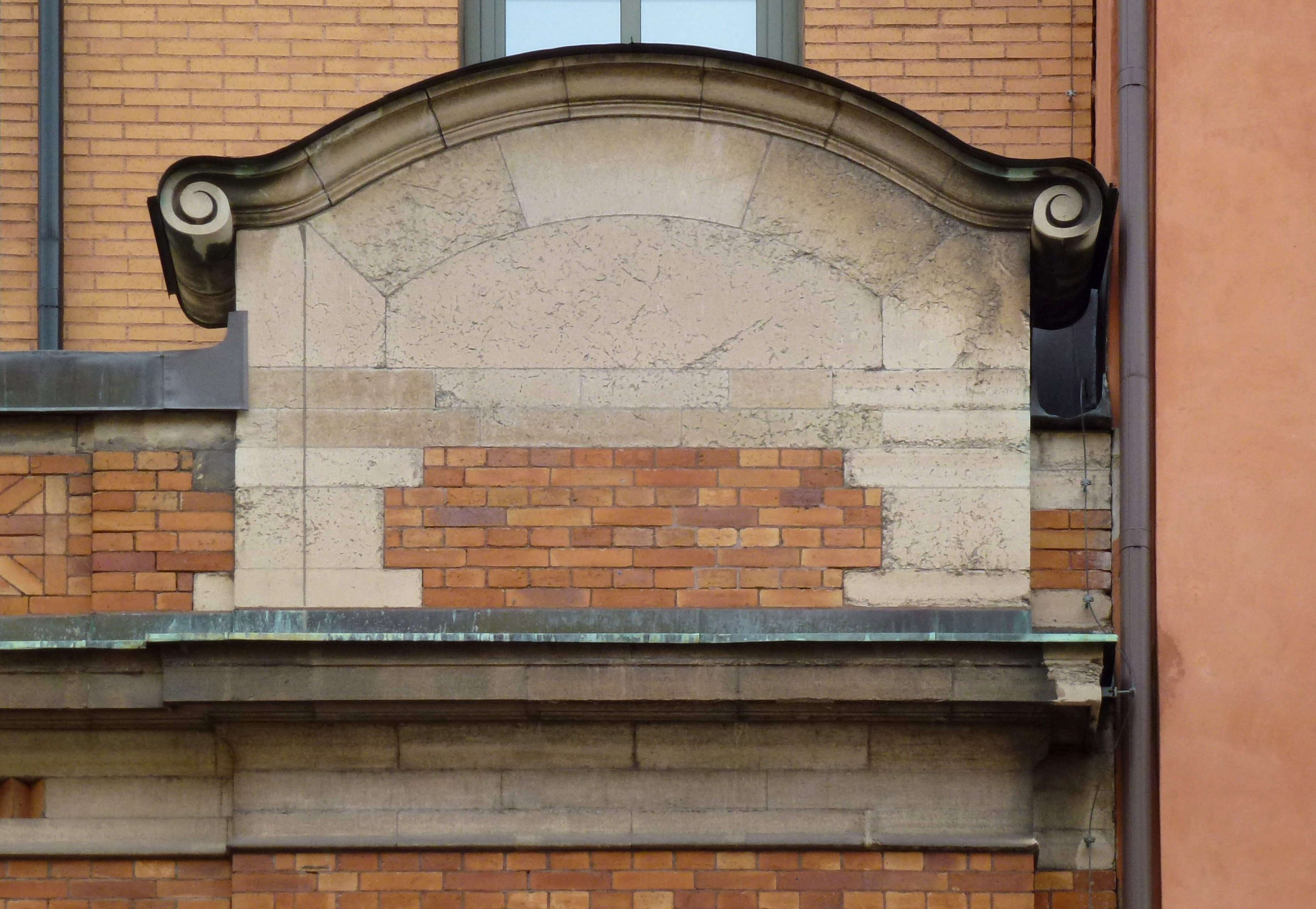